# 萩原遼 (映画監督)
萩原 遼（はぎわら りょう、1910年9月3日 - 1976年4月3日）は、日本の映画監督、脚本家。第二次世界大戦前の京都にかつて存在した脚本家集団「鳴滝組」に最年少で参加、映画史に名を残す。戦後は東映京都のプログラムピクチャーの名手として知られる。本名-陣蔵（-じんぞう）。

## 来歴・人物

### 山中貞雄の影
1910年（明治43年）、大阪市西区（現在の同区堀江あたり）に生まれる。のちの映画監督の萩原章は3歳下の弟である。1928年（昭和3年）、当時日本の租借地だった遼東半島先端部の都市大連に日本が建てた旧制関東州立大連第一中学校（現在同地には大連理工大学の一部がある）を卒業、当時の同級生に脚本家高岩肇がいた。
1930年（昭和5年）、20歳のころ、京都・御室のマキノ・プロダクションに入社する。当時の同社は前年の牧野省三の死後の小笹正人撮影所長・マキノ雅弘撮影部長による新体制で困窮している時期であった。同社は同年12月に解散、萩原はその後、23歳のころに、1934年（昭和9年）に日活京都撮影所に入社した。同年、助監督として師事した1歳上の師匠・映画監督の山中貞雄とともに、脚本家の八尋不二、三村伸太郎、藤井滋司、監督の滝沢英輔、稲垣浩、鈴木桃作による脚本集団「鳴滝組」に参加、共同ペンネーム「梶原金八」として執筆を開始する。サイレント映画からトーキーへの移行期であった。
1935年（昭和10年）、三村脚本・山中監督による3本目のトーキー『丹下左膳余話 百萬両の壺』のチーフ助監督につき、三村脚本・山中の稲垣との共同監督による次作『関の弥太ッぺ』の脚本潤色作業に「梶原金八」のメンバーとして参加する。同作のヒットにより謎の新進脚本家「梶原金八」は勇名を馳せる。
1936年（昭和11年）、26歳のころ、山中原作・萩原脚本によるトーキー『お茶づけ侍』で監督としてデビュー、同作は同年7月1日に公開された。すぐに片岡千恵蔵に注目され、日活と配給提携をしていた片岡千恵蔵プロダクションで、梶原金八オリジナル脚本による『荒木又右衛門』を監督、さらに翌1937年（昭和12年）の正月第2弾『修羅山彦 前篇』、つづいて翌2月公開の『修羅山彦 後篇』を同プロダクションで監督する。師匠の山中は、そのころすでに上京の決意をしており、同年3月19日公開の『森の石松』を最後に、すでに滝沢のいる東京のP.C.L.映画製作所に転じた。
東京に移った山中は同年、『人情紙風船』を撮り、同作が公開されたのと同じ8月25日に召集令状が届き、東京から戦地に赴いた。萩原は京都のJ.O.スタヂオに移籍したが、同社は同年、P.C.L.ほかと合併して東宝映画となり、J.Oは京都撮影所、P.C.L.は東京撮影所となった。京都撮影所で『日本一の殿様』、翌1938年（昭和13年）春には三村の脚本による『浮世小路』を監督し、さらに山中のいたはずの東京撮影所に呼ばれ、大河内伝次郎主演の『清水の次郎長』を監督した。同作は9月17日に公開された。やがて恩師山中の突然の訃報が入る。山中の戦死したとされる日は、同作の公開されたのと同じ「昭和13年9月17日」であった。

### プログラムピクチャーへ
山中の死の翌年、8本目の監督作『その前夜』を京都撮影所で撮る。同作の原案は山中の遺稿『三條木屋町』であり、脚本には「梶原金八」とクレジットされた。山中の遺作『人情紙風船』の武山政信が製作を手がけた同作は山中が撮るはずの作品であったというが、追悼作品となった。1939年（昭和14年）10月21日に公開された同作は、「鳴滝組」の最後の作品であり、萩原の戦前の代表作であると言われている。
萩原の次回作、9本目の監督作はふたたび東京撮影所に呼ばれて撮った、大河内主演の『新篇 丹下左膳 恋車の巻』であった。同作は東宝の1940年（昭和15年）正月第2弾として公開されたが、「丹下左膳」は大河内のもっとも得意とする役であり、山中版「左膳」は、萩原がチーフ助監督についたものである。以降、第二次世界大戦の終戦までの5年間に、萩原は5本しか作品を発表していない。
戦後第1作は1946年（昭和21年）の長谷川一夫主演『霧の夜ばなし』、翌1947年（昭和22年）には、東宝争議の前に結成された新東宝に参加、三村脚本・大河内主演の『大江戸の鬼』、藤田進・浦辺粂子主演の『恋する妻』を監督した。京都に戻り、1949年（昭和24年）、東横映画で、マキノ光雄が陣頭指揮を執り、松田定次が監督をするという『獄門島』に松田のチーフ助監督として参加する。翌1950年（昭和25年）、松田との共同監督作『闇に光る眼』で監督に復帰、さらにその翌年には東横は3社合併で東映となり、東映京都撮影所でプログラムピクチャーを量産する監督へとなっていく。
東横・東映で56本を監督し、1959年（昭和34年）には松竹京都撮影所へ移る。1961年（昭和36年）、三波春夫主演の『千両鴉』を撮ったあとはフリーランスになる。『高杉晋作』『里見八犬伝』など、テレビドラマの監督も行なう。60歳を目前とした1969年（昭和44年）、東京興映でピンク映画を5本発表した。1970年（昭和45年）、安藤昇主演『やくざ非情史 血の決着』を監督、日活系で配給されたが、これが遺作となった。
1976年（昭和51年）4月3日、東京で死去。65歳没。
撮影時の掛け声が独特で、「用意」の後に「スタート」ではなく、「ギャアッ!」という不思議な声を出していたという。

## おもなフィルモグラフィ
- 丹下左膳余話 百萬両の壺　1935年　監督・構成山中貞雄、原作林不忘、脚色・潤色三村伸太郎、主演大河内伝次郎　※チーフ助監督
- 関の弥太ッぺ　1935年　監督稲垣浩・山中貞雄、原作長谷川伸、脚本三村伸太郎、潤色梶原金八、主演大河内伝次郎　※「梶原金八」として参加、以下は略
- お茶づけ侍　1936年　監督・脚本　原作山中貞雄、主演高勢実乗・鳥羽陽之助　※監督デビュー
- 荒木又右衛門　1937年　原作・脚本梶原金八、主演片岡千恵蔵
- 修羅山彦 前篇　1937年　原作・脚本板見逸太郎、主演片岡千恵蔵
- 修羅山彦 後篇　1937年　原作・脚本板見逸太郎、主演片岡千恵蔵
- 日本一の殿様　1937年　監督・脚本　製作森田信義、原作小林正、主演小笠原章二郎、高勢実乗
- 浮世小路　1938年　脚本三村伸太郎、主演鳥羽陽之助、黒川弥太郎
- 清水の次郎長　1938年　製作青柳信雄、原作小島政二郎、脚色八住利雄、主演大河内伝次郎
- その前夜　1939年　製作武山政信、原作山中貞雄、脚本梶原金八、主演河原崎長十郎
- 新篇 丹下左膳 恋車の巻　1940年　製作池永和央、原作川口松太郎、脚本貴船八郎、主演大河内伝次郎
- おもかげの街　1942年　製作清川峰輔、脚本八住利雄、主演長谷川一夫、入江たか子
- 霧の夜ばなし　1946年　製作清川峰輔、脚色八住利雄、主演長谷川一夫、入江たか子
- 大江戸の鬼　1947年　共同監督志村敏夫、脚本三村伸太郎、音楽鈴木静一、主演大河内伝次郎
- 恋する妻　1947年　製作伊藤基彦・井内久、原作山岡荘八、脚本岸松雄、潤色小沢不二夫、音楽早坂文雄、主演藤田進、浦辺粂子
- 獄門島　1949年　製作・企画マキノ光雄、監督松田定次、原作横溝正史、脚本比佐芳武、主演片岡千恵蔵　※チーフ助監督
- 獄門島 解明篇　1949年　製作・企画マキノ光雄、監督松田定次、原作横溝正史、脚本比佐芳武、主演片岡千恵蔵　※チーフ助監督
- 闇に光る眼　1950年　共同監督松田定次、脚本比佐芳武・村松道平、主演大友柳太郎
- 新諸国物語　笛吹童子　第一部どくろの旗 　東映京都 1954.04.27
- 新諸国物語　笛吹童子　第二部幼術の闘争 　東映京都 1954.05.03
- 新諸国物語　笛吹童子　第三部満月城の凱歌 　東映京都 1954.05.10
- 新諸国物語　紅孔雀　第一篇 　東映京都 1954.12.27
- 新諸国物語　紅孔雀　第二篇　呪いの魔笛 　東映京都 1955.01.03
- 新諸国物語　紅孔雀　第三篇　月の白骨城 　東映京都 1955.01.09
- 新諸国物語　紅孔雀　第四篇　剣盲浮寝丸 　東映京都 1955.01.15
- 新諸国物語　紅孔雀　完結篇　廃墟の秘宝 　東映京都 1955.01.21
- 人生劇場 望郷篇 三州吉良港　1954年　原作尾崎士郎、主演宇野重吉
- 江戸三国志　第一部 　東映京都 1956.05.24
- 江戸三国志　疾風篇 　東映京都 1956.06.01
- 江戸三国志　完結迅雷篇 　東映京都 1956.06.08
- 千両鴉　1961年　製作杉山茂樹、脚本宇野正男・岸生朗、主演三波春夫
- やくざ非情史 血の決着　1970年　主演安藤昇、嵯峨三智子　※遺作

## 関連事項
- マキノ・プロダクション （牧野省三）
- 日活京都撮影所 - 太秦発声
- 東宝映画京都撮影所
- 東横映画 - 東映京都撮影所 （マキノ光雄）
- 宝プロダクション （高村正嗣）
- 松竹京都撮影所
- 東京興映
- 梶原金八